# إريك إنجلاند
اريك إنجلاند (بالإنجليزية: Eric England)‏ هو لاعب كرة قدم أمريكية ولاعب كرة القدم الكندية أمريكي، ولد في 25 أبريل 1971 في فورت واين في الولايات المتحدة.